# スー・モンク・キッド

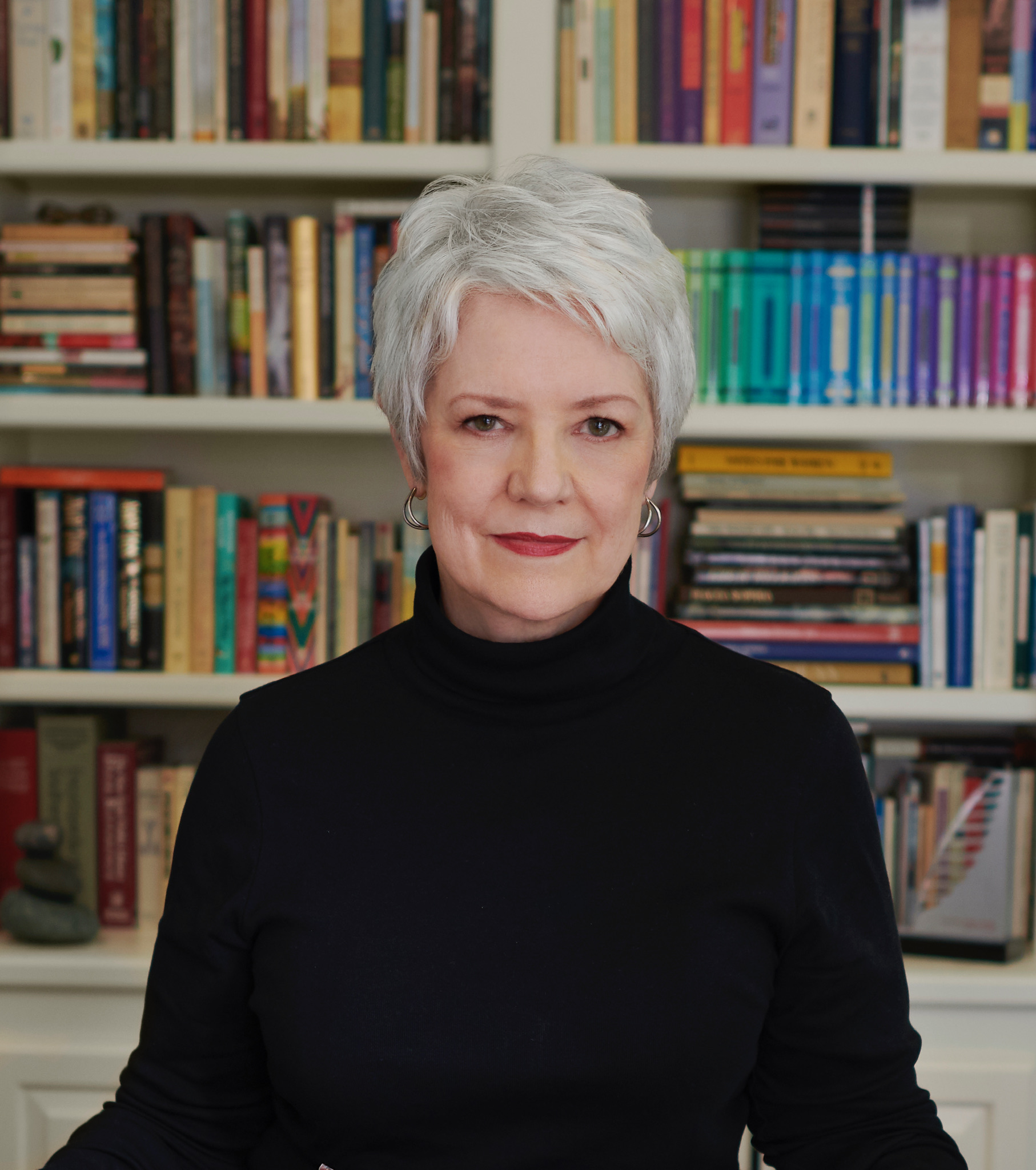
Sue Monk Kidd (2019)

スー・モンク・キッド（Sue Monk Kidd、1948年8月12日 - ）は、アメリカ合衆国の作家。ジョージア州シルヴェスター (Sylvester) 出身。テキサスクリスチャン大学卒業。
1988年に『God’s Joyful Surprise』で作家デビュー。2005年に初の小説である『リリィ、はちみつ色の夏』が全米で350万部のベストセラーとなり、2008年にはダコタ・ファニング主演で『リリィ、はちみつ色の秘密』として映画化された。